# Hvar
Hvar er er en ø beliggende centralt i Adriaterhavet ikke langt fra Kroatiens kyst. Øen ligger som centralt knudepunkt for mange ruter, der krydser det østlige Adriaterhav. 
Hvar ligger cirka en times sejlads fra Split.
Hvar er en del af det kroatiske ø-landskab og nyder speciel anerkendelse for både sin smukke natur og den kulturelle mangfoldighed. På Hvar ligger  Stari Grad-sletten der blev udpeget  til UNESCO verdensarvssted i 2008. 